# Serrières-en-Chautagne
Serrières-en-Chautagne è un comune francese di 1 130 abitanti situato nel dipartimento della Savoia della regione dell'Alvernia-Rodano-Alpi.

## Società

### Evoluzione demografica
Abitanti censiti